# Ylä-Ruokojärvi
Ylä-Ruokojärvi är en sjö i kommunerna Mäntyharju och Savitaipale i landskapen Södra Savolax och Södra Karelen i Finland. Sjön ligger 78,6 meter över havet. Den är 2,02 meter djup. Arean är 64 hektar och strandlinjen är 5,58 kilometer lång. Sjön  ingår i Vuoksens huvudavrinningsområde.   Den ligger omkring 53 kilometer söder om S:t Michel och omkring 170 kilometer nordöst om Helsingfors. Ylä-Ruokojärvi ligger nordöst om Vieruenjärvi. 